# Rola El-Halabi
Rola El-Halabi (* 17. März 1985 in Beirut, Libanon) ist eine deutsche Profiboxerin libanesischer Herkunft und Weltmeisterin der WBF, WIBF und WIBA.

## Leben
El-Halabi kam im Alter von einem Jahr mit ihren libanesischen Eltern nach Deutschland. Gleich danach verließ ihr Vater ihre Mutter. El-Halabi wuchs in der Stadt Ulm mit ihren Geschwistern, ihrer Mutter und ihrem Stiefvater, einem in Kuwait geborenen Libanesen mit deutschem Pass, auf.
1994 begann sie zunächst mit Kick- und Thaiboxen; 1996 kam Amateurboxen dazu. Seit 2004 besitzt sie die deutsche Staatsbürgerschaft. Nachdem sie als Amateurin u. a. Vize-Weltmeisterin im Kickboxen und mehrfache Internationale Deutsche Meisterin im Amateurboxsport geworden war, wechselte sie nach Beendigung ihrer Gymnasialzeit (Abitur 2005) im Oktober 2006 in das Profilager. Seit dem 30. September 2007 ist Rola El-Halabi Europameisterin der WIBF im Leichtgewicht. Im Oktober 2008 wurde sie als herausragende Sportlerin ihrer Heimatstadt Ulm geehrt. Am 5. Juni 2009 holte sie sich in Neu-Ulm die WM-Titel von WIBF und WIBA mit einem Sieg gegen Loly Munoz (Spanien).
Am 1. April 2011 wurde Rola El-Halabi unmittelbar vor einem Titelkampf gegen die Bosnierin Irma Adler in Berlin-Karlshorst von ihrem Stiefvater Hicham El-Halabi, von dem sie sich in seiner Funktion als Manager im Januar 2011 getrennt hatte, in die rechte Hand, in ein Knie und beide Füße geschossen. Hintergrund der Tat war offenbar, dass Rola El-Halabi eine Beziehung mit einem Mann griechischer Herkunft eingegangen war. Im September 2011 begann der Strafprozess gegen Hicham El-Halabi vor dem Landgericht Berlin. Auf die Frage des Richters nach ihrer sportlichen Zukunft antwortete Rola El-Halabi: „Die Hoffnung stirbt nie, ich kann es noch nicht einschätzen, momentan ist es ausweglos.“ Das Landgericht Berlin verurteilte den Stiefvater am 14. November 2011 in erster Instanz zu sechs Jahren Freiheitsstrafe.
Am 12. Januar 2013 verlor El-Halabi ihren Versuch eines Comebacks in der Neu-Ulmer Ratiopharm-Arena gegen die 33 Jahre alte Deutsch-Italienerin Lucia Morelli knapp nach Punkten. Sie kündigte noch im Ring an, es erneut versuchen zu wollen.
Im August erkämpfte sich dann El-Halabi den WBF-Titel der Ungarin gegen Dalia Vasarhelyi und verteidigte im September des gleichen Jahres gegen Sopio Putkaradze den Titel. Im März 2014 verteidigte sie erneut den WBF-Titel und gewann die vakanten Titel der WIBA und UBF durch einen Sieg gegen Victoria Cisneros in Ulm.
Parallel zu ihrem Training hält sie Motivationsvorträge und zeigt, wie man mit Rückschlägen umgeht, um wieder an die Spitze zu kommen. 2013 veröffentlichte sie unter dem Titel Stehaufmädchen eine zusammen mit der Journalistin Felicia Englmann verfasste Autobiographie. Im August 2013 gewann sie dann den Titelkampf des WBF im Halbweltergewicht, der nächsten Gewichtsklasse oberhalb des Leichtgewichts, gegen die Ungarin Dalia Vasarhelyi und wurde so erneut Weltmeisterin. Einen Monat später verteidigte sie diesen Titel erfolgreich gegen Sopo Putkaradze in Saarbrücken. 2013/14 widmete ihr das Stadthaus Ulm eine Ausstellung mit Fotos von Andreas Reiner, der Rola El-Halabi über viele Jahre auch exklusiv hinter den Kulissen begleiten durfte.
Im Mai 2014 bestritt sie ihren letzten WM-Kampf. Nach dem Sieg gegen Victoria Cisneros aus den USA.
Im November 2016 erklärte El-Halabi dann endgültig ihren Rücktritt. Insgesamt konnte sie als Profi neun WM-Titel gewinnen.
Sie eröffnete mit ihrem damaligen Freund, den sie 2013 heiratete, eine Kampfsportschule in Neu-Ulm (Molon Labe Sportsacademy).
El-Halabi zog 2017 mit ihrem Ehemann nach Griechenland und betrieb eine Kampfsportschule in der Nähe von Thessaloniki. Sie haben heute zwei Kinder (*2015 und *2018).
Im Jahr 2020 kam sie zurück nach Deutschland und arbeitet seitdem in der Bodo Schäfer Akademie als Coach. Auch als Speakerin hat sie ihr Programm erweitert.

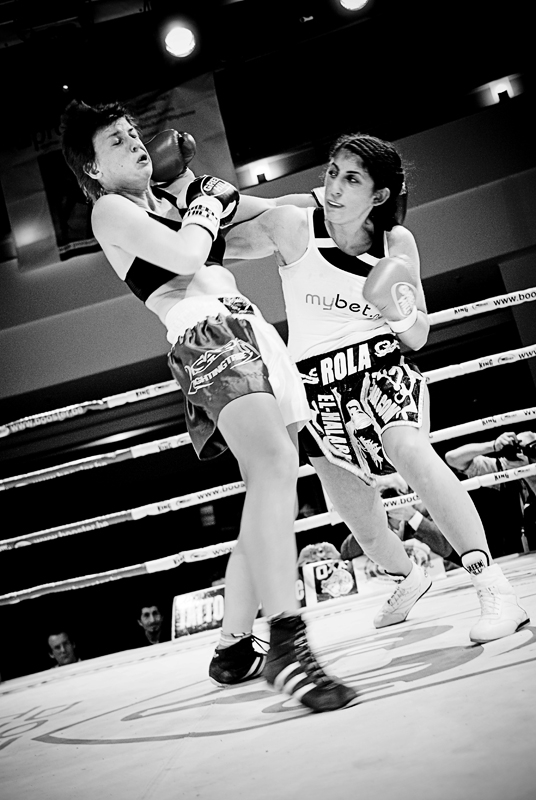
Rola El-Halabi bei einem Boxkampf 2009

## Thai- und Kickboxkarriere
Hier bestritt sie 20 Kämpfe mit 17 Siegen (8× KO) und 3 Niederlagen. Zudem wurde sie:
- Baden-Württembergische Meisterin Kickboxen 2001
- Deutsche Meisterin Kickboxen 2003
- Nationen Cup Siegerin Kickboxen 2004
- Deutsche Meisterin Kickboxen 2004
- Internationale Deutsche Meisterin Thaiboxen 2004
- Weltcup Siegerin Kickboxen 2004
- Vize-Europameisterin Kickboxen 2004
- Vize-Weltmeisterin Kickboxen 2005

## Amateurkarriere Boxen
El-Halabi ist Mitglied und Sprecherin der 1. Deutschen Frauenboxnationalmannschaft 2006. Sie bestritt im Amateurboxsport 22 Kämpfe, bei 18 Siegen (3× KO), 4 Niederlagen. 2004 nahm sie an der Europameisterschaft teil. Zudem wurde sie
- Internationale Tiroler Meisterin 2002
- Ceresit-Cup Siegerin 2002
- Bayerische Meisterin 2003
- Internationale Deutsche Meisterin 2003
- Internationale Deutsche Meisterin 2004
- Süddeutsche Meisterin 2005
- Dolomitencup Siegerin 2005
- Polencup Siegerin 2006
- Internationale Deutsche Meisterin 2006

## Profikarriere Boxen
Bisher (Januar 2014) bestritt sie als Profi 15 Kämpfe mit 14 Siegen (7× KO) und eine Niederlage. In diesen Profikämpfen waren die Gegnerinnen:
- Charlotte von Baumgarten (GER) (TKO1 am 10. Juni 2007)
- Sabrina Stegner (GER) (KO1 am 4. August 2007)
- Galina Gumliiska (BUL) (PTS10 am 30. September 2007)
- Borislava Goranova (BUL) (PTS4 am 4. Dezember 2007)
- Elisabejta Suerica (RUM) (KO1 am 9. Februar 2008)
- Marina Kohlgruber (GER) (PTS10 am 26. Juli 2008)
- Eva Santa (SER) (KO5 am 16. November 2008)
- Loly Munoz (ESP) (PTS10 am 5. Juni 2009)
- Agnese Boza (LVL) (KO4 am 4. September 2009)
- Mia St. John (USA) (TKO5 am 20. März 2010)
- Olga Bojare (LET) (PTS6 am 4. Juni 2010)
- Lucia Morelli (ITA) (PTN10 am 12. Januar 2013)
- Dalia Vasarhelyi (Hun) (UD am 3. August 2013)
- Sopo Putkaradze (GEO) (TKO am 7. September 2013)
- Victoria Cisneros (USA) (PTS10 am 17. Mai 2014)

## Veröffentlichungen
- Stehaufmädchen. Wie ich mich nach dem Attentat meines Stiefvaters zur Boxweltmeisterschaft zurückkämpfe. MVG Verlag, München 2013. ISBN 978-3-86882-277-9. (mit Felicia Englmann).